# Abanto y Ciérvana
Abanto y Ciérvana (em castelhano) ou Abanto-Zierbena (em basco) é um município da Espanha na província da Biscaia, comunidade autónoma do País Basco. Faz parte da comarca de Grande Bilbau e tem 16 km² de área. Em 2021 tinha 9 436 habitantes (densidade: 589,8 hab./km²).